# 崔文翰
崔文翰，山東曲阜人，明朝政治人物。

## 简介
天順六年（1462年），山東鄉試中舉。成化十四年（1478年），登戊戌科進士，授禮部主事。